# Marathon (Florida)
Marathon ist eine Stadt im Monroe County im US-Bundesstaat Florida. Das U.S. Census Bureau hat bei der Volkszählung 2020 eine Einwohnerzahl von 9.689 ermittelt.

## Geographie
Marathon besteht aus den Inseln Knight’s Key, Boot Key, Key Vaca, Fat Deer Key, Long Point Key, Crawl Key und Grassy Key, die der Inselkette Florida Keys angehören. Im Süden grenzt Key Colony Beach an die Stadt, die etwa 70 Kilometer von Key West und 150 Kilometer von Miami entfernt ist.

## Demographische Daten
Laut der Volkszählung 2010 verteilten sich die damaligen 8297 Einwohner auf 6187 Haushalte. Die Bevölkerungsdichte lag bei 370,4 Einw./km². 90,5 % der Bevölkerung bezeichneten sich als Weiße, 4,8 % als Afroamerikaner, 0,3 % als Indianer und 1,1 % als Asian Americans. 1,6 % gaben die Angehörigkeit zu einer anderen Ethnie und 1,8 % zu mehreren Ethnien an. 26,8 % der Bevölkerung bestand aus Hispanics oder Latinos.
Im Jahr 2010 lebten in 22,2 % aller Haushalte Kinder unter 18 Jahren sowie 29,7 % aller Haushalte Personen mit mindestens 65 Jahren. 59,6 % der Haushalte waren Familienhaushalte (bestehend aus verheirateten Paaren mit oder ohne Nachkommen bzw. einem Elternteil mit Nachkomme). Die durchschnittliche Größe eines Haushalts lag bei 2,20 Personen und die durchschnittliche Familiengröße bei 2,68 Personen.
18,3 % der Bevölkerung waren jünger als 20 Jahre, 20,7 % waren 20 bis 39 Jahre alt, 33,3 % waren 40 bis 59 Jahre alt und 28,0 % waren mindestens 60 Jahre alt. Das mittlere Alter betrug 48 Jahre. 51,9 % der Bevölkerung waren männlich und 48,1 % weiblich.
Das durchschnittliche Jahreseinkommen lag bei 49.633 $, dabei lebten 17,0 % der Bevölkerung unter der Armutsgrenze.
Im Jahr 2000 war Englisch die Muttersprache von 78,11 % der Bevölkerung, spanisch sprachen 20,96 % und 0,93 % hatten eine andere Muttersprache.

## Sehenswürdigkeiten
Das George Adderley House und das Sombrero Key Light sind im National Register of Historic Places gelistet.

## Wirtschaft
Marathon lebt vor allem vom Tourismus. Die meisten Besucher stammen aus den USA und sind Sportfischer. Ausländische Besucher findet man eher in Key West.

## Verkehr
Der Overseas Highway (U.S. 1, SR 5) verbindet die Florida Keys miteinander und führt von Key West über Homestead nach Miami. Der Highway ist die einzige Verbindung zum Festland und dient auch als einzige Fluchtroute im Fall eines Hurricane. Westlich von Marathon führt der Highway auch über die Seven Mile Bridge, die unter anderem durch den Film True Lies bekannt wurde.
Marathon hat einen eigenen Flughafen, den Florida Keys Marathon Airport (ICAO: KMTH), der zwar von mehreren Fluggesellschaften angeflogen wird, aber vor allem dem privaten Flugverkehr dient.
Marathon ist die südlichste Station die mit dem öffentlichen Busverkehr vom Miami-Dade County angefahren wird.